# Al di là del futuro
Al di là del futuro (Future Glitter ) è un romanzo di fantascienza, di A. E. van Vogt pubblicato nel 1973.

## Trama
Il mondo è sotto il dominio di un dittatore; Lilgin, un giovane scienziato, tramando alle sue spalle, riesce a fermare la dittatura.

## Edizioni
- A. E. van Vogt, Al di là del futuro, collana Urania Collezione n° 174, Cles, Arnoldo Mondadori, 2017.